# Бафало Сити (Висконсин)
Бафало Сити (енгл. Buffalo City) град је у америчкој савезној држави Висконсин.

## Демографија
По попису из 2010. године број становника је 1.023, што је 17 (-1,6%) становника мање него 2000. године.
| Група             | 2000.         | 2010.         |
| Белци             | 1.020 (98,1%) | 1.006 (98,3%) |
| Афроамериканци    | 2 (0,2%)      | 1 (0,1%)      |
| Азијати           | 5 (0,5%)      | 3 (0,3%)      |
| Хиспаноамериканци | 6 (0,6%)      | 4 (0,4%)      |
| Укупно            | 1.040         | 1.023         |